# Colle dei Frassi
Colle dei Frassi è un rilievo degli Appennini centrali che si trova nel Lazio, nella provincia di Rieti, tra il comune di Borbona e quello di Micigliano.